# Internet vehicular
Internet vehicular se refiere al servicio de Internet proporcionado en un coche u otro vehículo.

## Tecnología
La mayoría de los sistemas de Internet en el coche utilizan teléfonos móviles proporcionar servicios de Internet. Novatel y otras compañías venden routers inalámbricos que utilizan redes móviles GSM para ofrecer Wifi, Ethernet o USB en el coche. Estos servicios han existido desde 2008.
Internet en el coche es una característica cada vez más popular en los coches, y de acuerdo con un estudio realizado por el investigador de mercado Invensity, para el año 2013[actualizar], todos los coches de nueva construcción en Europa estarán equipados con conexión a Internet. No obstante, para la popularización del servicio, deberá ofrecerse acceso a internet por el móvil con tarifa plana a precios asequibles y sin límite de descarga.

## Los proveedores de servicios

### General Motors
General Motors ofrece un servicio llamado Onstar 4G desde abril de 2014 en vehículos Chevrolet, Buick, Cadillac y GMC.

### Chrysler
Web Chrysler Uconnect es un sistema que puede proporcionar conectividad inalámbrica a Internet en cualquier vehículo Chrysler, Rover o Jeep, a través de una conexión wi-fi "hot-spot"". El rango del wifi hotspot es de aproximadamente 45 metros del vehículo en todas las direcciones. Una red móvil 3G EV-DO de Autonet Mobile ofrece el servicio de Internet, y el dispositivo en el vehículo ofrece una red wifi ordinaria con conectividad a Internet.
Uconnect incluye también una red Bluetooth que permite la llamada activada por voz mediante teléfono celular, un disco duro interno para el almacenamiento multimedia, Sirius TV y sistema de radio por satélite y sistema de navegación GPS.
UConnect Access y UConnect Pages son ambos los nuevos servicios que se ofrecen a partir de 2013, que incluyen conexión móvil 3G en el coche, con acceso a aplicaciones en el automóvil, ayuda de emergencia y asistencia en carretera. El sistema es un servicio de pago que incluye una versión de prueba gratuita en vehículos nuevos.